# 王小洪
王 小洪（おう しょうこう、1957年7月11日 - ）は、中華人民共和国の官僚、政治家、警察官。福建省福州市出身。現職は中国共産党中央書記処書記兼党中央政法委員会副書記、国務委員兼公安部部長。

## 経歴
1957年7月11日、福建省福州市で生まれる。1974年から1979年まで、王小洪は福建省閩侯県の知識青年、風力発電所の労働者だった。1979年12月に閩侯県公安局へ入庁した。以後、副局長、局長を歴任した。1982年12月に中国共産党入党。1993年8月、福州市公安局副局長に転任。1998年2月、局長に昇格。同年には漳州市公安局局長を兼任する。2002年5月、福建省公安庁副庁長に転任。2011年9月、廈門市人民政府副市長兼廈門市公安局局長に任命。
2013年8月、河南省人民政府省長助理兼河南省公安庁庁長に転出。同年12月には武警河南総隊第一政治委員を兼務する。2014年12月、河南省人民政府副省長に昇格。
2015年3月、北京市人民政府副市長兼北京市公安局局長に転任。
2016年5月、中華人民共和国公安部副部長に任命。2022年6月24日、趙克志の後任として公安部部長・中国共産党中央政法委員会副書記に就任した。